# Sado (Niigata)
Sado (佐渡市 -shi) é uma cidade japonesa localizada na província de Niigata.
Em 1 de Abril de 2004 a cidade tinha uma população estimada em 70 015 habitantes e uma densidade populacional de 81,89 h/km². Tem uma área total de 854,97 km². Recebeu o estatuto de cidade em 2004.
A ilha de Sado é formada por uma bela costa escarpada, recebendo diversos visitantes no período do verão, onde ocorrem inúmeros festivais tradicionais ao longo do ano. Com inverno rigoroso, seu movimento é reduzido a pouquíssimos turistas no inverno. Um pequeno número de estrangeiros (Brasileiros, Indonesianos, Australianos, Filipinos) vivem em Sado, trabalhando em algumas fábricas locais e entidades religiosas cristãs.
A ilha conta com um raro conjunto de belas praias em toda sua costa e ótimos frutos do mar nos mercados locais. Opções de bons restaurantes são raros, porém pode-se apreciar a culinária local em alguns pequenos estabelecimentos tradicionais.
Como opções ao turista, a ilha de Sado oferece ainda um museu com a história local e uma desativada mina de ouro que em tempos anteriores era explorada usando mão de obra de homens condenados pela justiça japonesa. Sado oferece ainda diversos templos religiosos que ainda hoje são cultuados pelos locais.

## Minas
As minas mais antigas da ilha de Sado começaram a ser exploradas no século XII e permaneceram em operação até depois da Segunda Guerra Mundial.
O Japão considera que merecem ser integradas na lista do Património Mundial da Unesco, devido à sua longa história e ao seu notável legado pré-industrial.
Tóquio apresentou em 2022 um pedido para incluir três depósitos de ouro e prata do Sado do período Edo (1603-1867), anos em que essas minas teriam sido as mais produtivas do mundo e o trabalho era feito à mão.
Mas o que o Japão não diz, e é isso que incomoda a Coreia do Sul, é que as minas de Sado usaram cerca de 1.500 trabalhadores coreanos durante a Segunda Guerra Mundial.